# پتیناری
پتیناری یک نام خانوادگی ایتالیایی است و ممکن است به یکی از افراد زیر اشاره داشته باشد:
- لئوناردو پتیناری (قایقران)، مدال‌آور نقرهٔ اهل ایتالیا در بازی‌های المپیک
- لئوناردو پتیناری (بازیکن فوتبال) (زادهٔ ۱۹۸۶)، بازیکن فوتبال اهل ایتالیا
- استفانو پتیناری (زادهٔ ۱۹۹۲)، بازیکن فوتبال اهل ایتالیا